# 图夫雷维尔
图夫雷维尔（法語：Touffréville，法語發音：[tufʁevil] ⓘ）是法国卡尔瓦多斯省的一个市镇，属于卡昂区。

## 地理
图夫雷维尔（49°11'24"N, 0°13'27"W）面积5.75 平方千米，位于法国诺曼底大区卡爾瓦多斯省，该省份为法国西北部沿海省份，北濒大西洋英吉利海峡，东北与滨海塞纳省以海上边界相接，东临厄尔省，南至奧恩省，西与芒什省接壤。
与图夫雷维尔接壤的市镇（或旧市镇、城区）包括：巴旺、屈韦维尔、埃斯科维尔、萨内维尔、特罗阿恩。

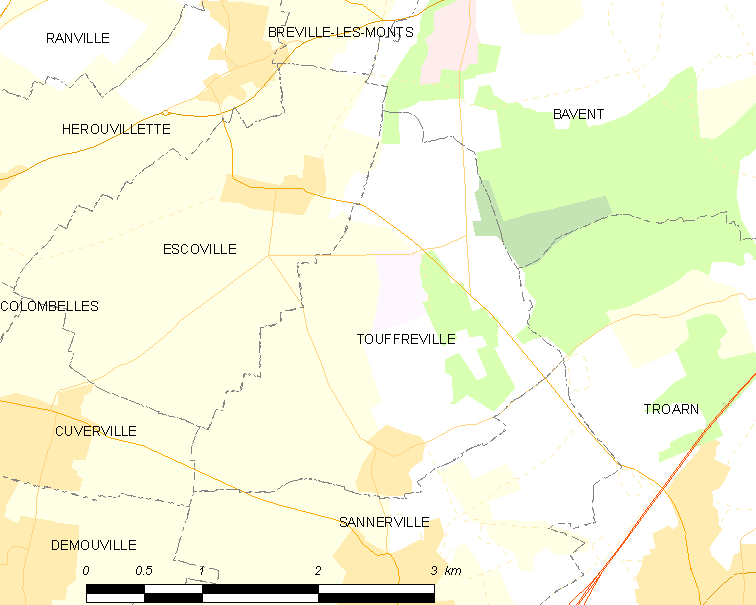
图夫雷维尔的OSM定位图

图夫雷维尔的时区为UTC+01:00、UTC+02:00（夏令时）。

## 行政
图夫雷维尔的邮政编码为14940，INSEE市镇编码为14698。

## 政治
图夫雷维尔所属的省级选区为特罗阿恩县。

## 人口

1962-2008年间图夫雷维尔人口变化图示

图夫雷维尔于2022年1月1日时的人口数量为391人。